# Вали Стрим (Њујорк)
Вали Стрим (енгл. Valley Stream) град је у америчкој савезној држави Њујорк.

## Демографија
По попису из 2010. године број становника је 37.511, што је 1.143 (3,1%) становника више него 2000. године.
| Група             | 2000.          | 2010.          |
| Белци             | 25.981 (71,4%) | 17.241 (46,0%) |
| Афроамериканци    | 2.714 (7,5%)   | 6.967 (18,6%)  |
| Азијати           | 2.496 (6,9%)   | 4.269 (11,4%)  |
| Хиспаноамериканци | 4.463 (12,3%)  | 8.344 (22,2%)  |
| Укупно            | 36.368         | 37.511         |